# Peter Bohlin

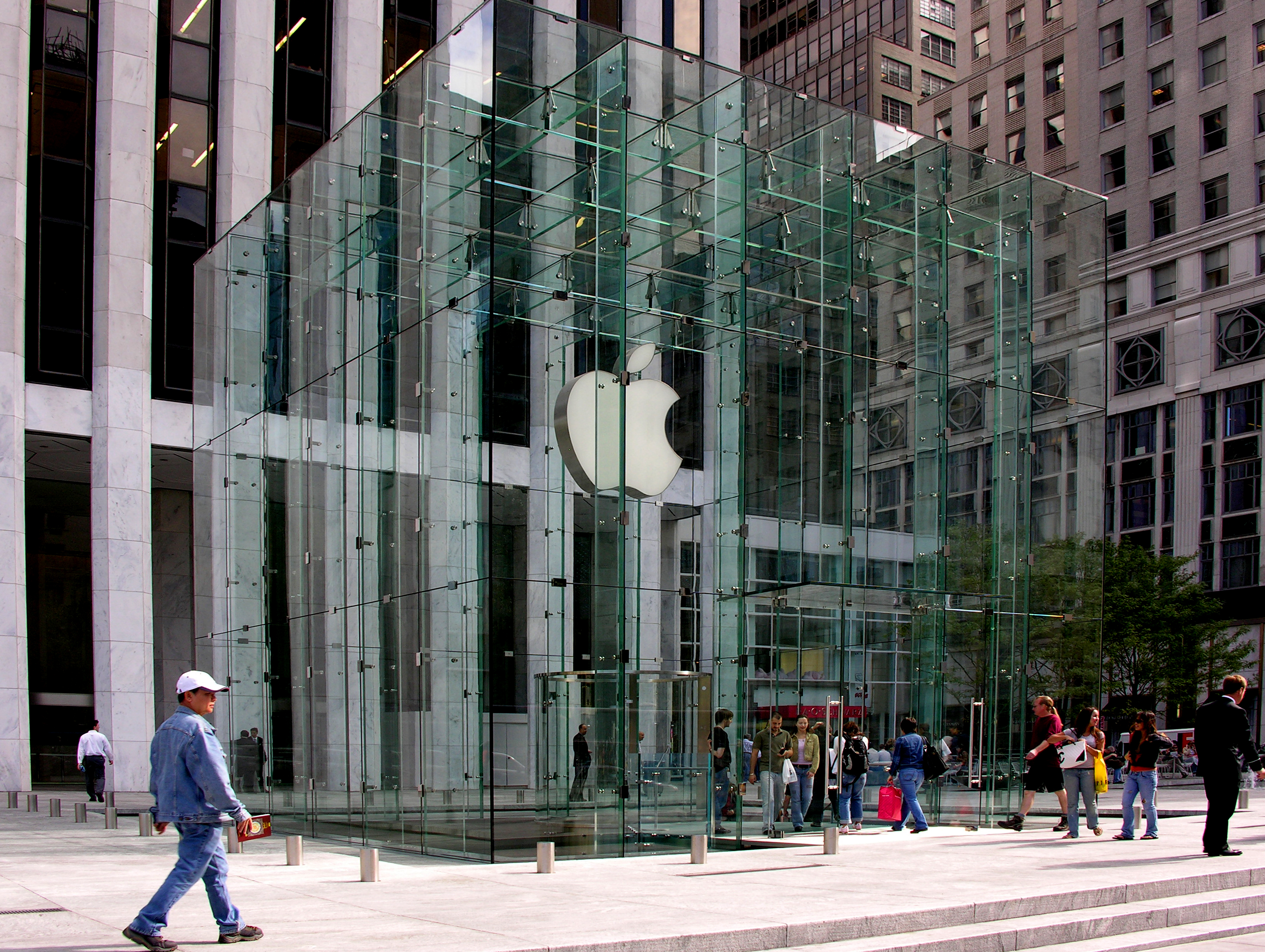
La entrada a la tienda de Apple de la Quinta Avenida en Nueva York es un cubo de vidrio, albergando un ascensor cilíndrico de vidrio y una escalera de vidrio en espiral que descienden hacia la tienda subterránea.

Peter Q. Bohlin (Nueva York, 1937) es un arquitecto americano y el ganador en 2010 de la Medalla de Oro del Instituto Americano de Arquitectos. Es miembro del Fellow Instituto americano de Arquitectos (FAIA) y uno de los miembros fundadores del estudio Bohlin Cywinski Jackson, establecido originariamente en 1965 como Bohlin Powell en la localidad de Wilkes-Barre, Pensilvania.
Bohlin Cywinski Jackson tiene seis oficinas en Wilkes-Barre, Pittsburgh, Filadelfia, Seattle, San Francisco, y Ciudad de Nueva York. En 1994, Bohlin Cywinski Jackson fue reconocido con el Firm Award concedido por el Instituto Americano de Arquitectos. Peter Bohlin ha sido un crítico de diseño invitado y profesor invitado en escuelas de arquitectura. Obtuvo su Bachelor of Architecture en el Instituto Politécnico Rensselaer (RPI) en 1958 y su grado Master of Architecture en la Academia de Arte Cranbrook. Formó parte del salón de la fama del alumnado de RPI en 2011.

## Proyectos seleccionados
- Copperhill Mountain Lodge (Åre, Sweden)
- Centro de interpretación y visitantes del Grand Teton National Park (Jackson, Wyoming)[5][6]
- Tienda Apple de la Quinta Avenida (Nueva York)[7][8]
- Tienda Apple del SoHo (Nueva York)[9]
- Tienda Apple del Upper West Side (Nueva York)[10][11]
- Tienda Apple de la calle 14 (Nueva York)[12]
- Tienda Apple de la calle Boylston (Nueva York)[13]
- Tienda Apple de Regent Street (Londres)[14]
- Tienda Apple de Carrousel du Louvre (París)[15]
- Tienda Apple de Sídney, Australia[16]
- Tienda Apple de Ginza, Japón[17]
- Tienda Apple de Shinsaibashi, Japón[18]
- Tienda Apple de San Francisco[19]
- Tienda Apple de Chestnut Street[19]
- Tienda Apple de Scottsdale, Arizona[20]
- Tienda Apple de North Michigan Avenue[21]
- Eggers Hall, Maxwell School of Citizenship and Public Affairs, Syracuse, NY[22]
- The William J. Nealon Federal Building and Courthouse: Scranton, Pennsylvania
- The Pocono Environmental Education Center: Dingmans Ferry, Pennsylvania[23]
- Seattle City Hall: Seattle, Washington[5]
- University of California, Santa Cruz Digital Arts Facility: Santa Cruz, California
- Mills College, Lorry I. Lokey Graduate School of Business: Oakland, California
- Pixar Animation Studios & Headquarters: Emeryville, California
- Adobe Systems: San Francisco, California
- Liberty Bell Center: Filadelfia, Pensilvania
- The Barn at Fallingwater, for the Western Pennsylvania Conservancy
- Ballard Library & Neighborhood Service Center: Ballard, Seattle[5]
- Williams College, North & South Academic Buildings: Williamstown, Massachusetts
- Forest House: Connecticut[24][25]
- The Ledge House: Maryland[26]
- Creekside House: California[27]
- Umerani Residence: California[28]
- House at the Shawangunks: New York[29]
- Combs Point Residence: New York[27]
- Envelope House: Washington[5][30]
- Gosline House: Washington[31]
- Woodway Residence: Washington[5]
- Lily Lake Residence: Pennsylvania[32]
- House in the Blue Mountains: Pennsylvania
- House in the Endless Mountains: Pennsylvania[33]
- Waverly: Pennsylvania
- Point House: Montana[5][34]
- House on Lake Tahoe: Nevada
- Farrar Residence: Utah[35]
- Thomas M. Siebel Center for Computer Science, University of Illinois
- Princeton Barn: New Jersey[36]

## Premios y honores
- 2010 Medalla de Oro del AIA
- 2010 Socio Sénior del Design Futures Council.
- Nueve premios de honor del American Institute of Architects
- 2008 AIA COTE Top Ten Green Project Award por el Centro de educación ambiental Pocono
- 2008 American Institute of Architects Pennsylvania Medal of Distinction
- 2006 Doctorado honorífico por el Instituto Politécnico Rensselaer
- 2004 Rensselaer Polytechnic Institute Alumni Key Award
- 1994 Rensselaer Polytechnic Institute Thomas W. Phelan Fellows Award

## Libros
Algunos de los libros sobre la obra de Peter Bohlin son:
- Bohlin Cywinski Jackson: The Nature of Circumstance, 2010 ISBN 978-0-8478-3293-4
- Grand Teton: A National Park Building, 2009 ISBN 978-0-9814628-1-3
- Farrar: Bohlin Cywinski Jackson, 2007 ISBN 978-0-9774672-7-3 (uno de sus proyectos residenciales)
- Liberty Bell Center: Bohlin Cywinski Jackson, 2006 ISBN 978-0-9746800-4-0
- Arcadian Architecture: Bohlin Cywinski Jackson: 12 Houses, 2005 ISBN 978-0-8478-2696-4
- Ledge House: Bohlin Cywinski Jackson, 1999 ISBN 978-1-56496-521-9
- The Architecture of Bohlin Cywinski Jackson, 1994 ISBN 978-1-56496-112-9